# Centrolobus africanus
Centrolobus africanus är en insektsart som beskrevs av Capener 1952. Centrolobus africanus ingår i släktet Centrolobus och familjen hornstritar. Inga underarter finns listade i Catalogue of Life.